# Стессель, Анатолий Михайлович
Анато́лий Миха́йлович Сте́ссель (нем. Anatolij Stößel; , 28 июня [10 июля] 1848, Санкт-Петербург — 18 [31] января 1915, Хмельник, Литинский уезд, Подольская губерния) — русский военачальник, генерал-адъютант (11 августа 1904 года), генерал-лейтенант (24 апреля 1901 года), комендант Порт-Артура во время Русско-японской войны. В 1908 году по суду за сдачу крепости Порт-Артур был приговорён к смертной казни и лишен всех наград и чинов, но позднее помилован.

## Биография
Родился 28 июня 1848 года, сын отставного полковника и внук Царскосельского коменданта, генерал-лейтенанта Ивана Матвеевича Стесселя. Из остзейского дворянского рода.
Окончил 1-ю Санкт-Петербургскую военную гимназию (1864) и 1-е Павловское военное училище (1866) откуда выпущен подпоручиком.
Участник русско-турецкой войны 1877—1878.
Командовал 9-м стрелковым (1892—1897), 16-м пехотным Ладожским (1897) и 44-м пехотным Камчатским (1897—1899) полками. Командуя 3-й Восточно-Сибирской стрелковой бригадой (1899—1903), отличился при подавлении Боксерского восстания (1900—1901). В ходе взятия Тяньцзиня был ранен и контужен.
Начальник 2-й пехотной дивизии (4 мая 1903 — 12 августа 1903).
С 12 августа 1903 по 30 января 1904 года исполняющий обязанности коменданта крепости Порт-Артур. С 30 января 1904 года — командир 3-го Сибирского армейского корпуса, одновременно с 14 февраля 1904 года — начальник Квантунского укрепленного района (Артур-Цзиньчжоуского укреплённого района).
Стесселя считали [кто?] занявшим ответственный пост коменданта Порт-Артура лишь благодаря покровительству командующего А. Н. Куропаткина. Тем не менее, лейтенант флота Лепко в своей записке генералу Стесселю, считал, что должна быть внимательно разобрана вся Порт-Артурская эпопея, выявлены истинные виновники падения крепости, свалившие всё на генерала Стесселя.

### Сдача порта Дальний
16 (29) мая 1904 года без боя японцам сдан порт Дальний. Начальник Квантунского укреплённого района А. М. Стессель не позаботился ни разрушить портовые сооружения, ни вывезти снаряжение. В руки японцев попали нетронутыми около сотни складов, электростанция, железнодорожные мастерские, большое количество рельсов и подвижного состава, значительные запасы угля и 50 грузовых судов. Через Дальний в течение всей войны японцы направляли для своих войск в Маньчжурии пополнения, вооружение, боеприпасы и продовольствие. Здесь базировались и японские миноносцы.
Из воспоминаний Главнокомандующего вооружёнными силами на Дальнем Востоке генерал-адъютанта А. Н. Куропаткина (1848—1925):

Пользуясь готовою базою в г. Дальнем, он [противник] подвёз огромные береговые орудия. Флот наш оказал нам главное содействие не на море, а как и в Севастополе, на сухом пути, и при всех этих условиях, выведя из строя противника силы вдвое большие сил гарнизона, Порт-Артур пал только через год после открытия военных действий и то преждевременно.

### Сдача Порт-Артура
Несмотря на то, что общее руководство крепостью осуществлял Стессель, ведущую роль в обороне крепости вскоре стал играть генерал-майор Роман Исидорович Кондратенко (начальник сухопутных сил крепости, возглавивший оборону крепости). Был несколько раз легко ранен.
По прошествии 4 штурмов и гибели русской эскадры в гавани крепости, Стессель получил письменное предписание от главнокомандующего А. Н. Куропаткина покинуть Порт-Артур и прибыть в распоряжение штаба Маньчжурской армии, однако он просил позволить ему и дальше руководить обороной.

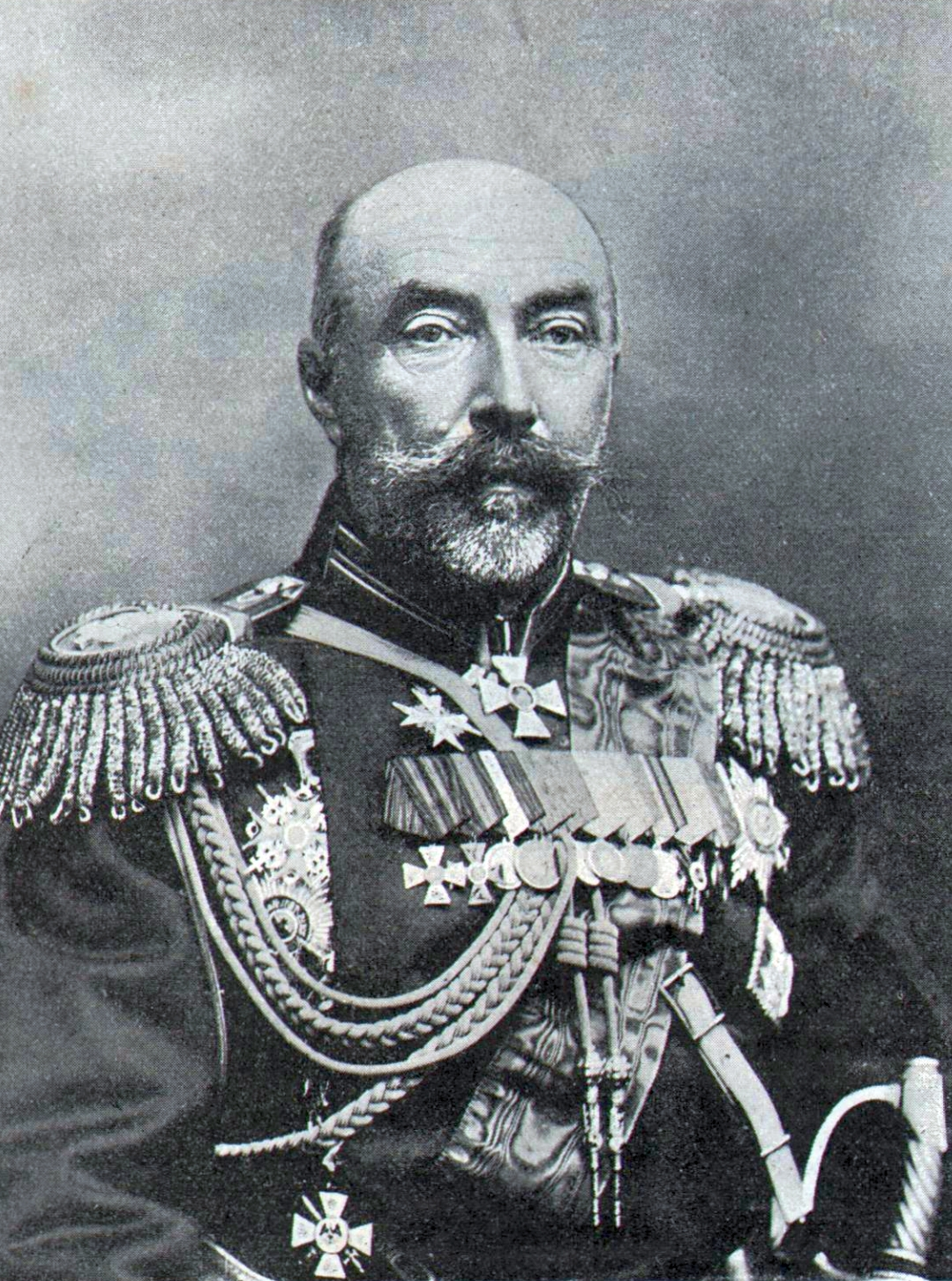
А. М. Стессель, 1905

После длительной осады Порт-Артура и сразу после гибели генерал-майора Р. И. Кондратенко, 20 декабря 1904 года вопреки мнению военного совета сдал Порт-Артур японцам. 
Незадолго до этого комендант крепости генерал К.Н. Смирнов, который был категорически против капитуляции, направил донесение Куропаткину, в котором утверждал, что Стессель «... вследствие отсутствия познаний по части артиллерийской и инженерной руководить обороной крепости по этим отделам не может; что же касается войсковой части..., то, ввиду проявленной им неоднократно трусости, он руководить и этой частью не в состоянии...».
Перед сдачей крепости Стессель отправил императору Николаю II телеграмму, в которой говорилось: «Ваше Величество, простите нас. Мы сделали все, что в человеческих силах. Судите нас, но судите милостиво, так как почти одиннадцать месяцев непрерывных боев исчерпали наши силы...»

Продовольственные запасы в Порт-Артуре были собраны большие. Даже после преждевременной сдачи Порт-Артура оказалось, что мы ещё располагали запасами на 1½ месяца. Кроме того, местное начальство имело кредиты на заготовление ещё большего количества запасов, препятствий же к тому не представлялось, так как местные средства в муке, ячмене, рисе, скоте были весьма велики. …мы обирали существующие крепости, чтобы создать в Порт-Артуре сильную артиллерию в несколько сот орудий, и создали её. …мы создали крепость настолько сильную, что береговое её вооружение держало весь японский флот на почтительном расстоянии, а сухопутная береговая оборона выдержала сильное боевое испытание, при самых невыгодных условиях…

Из донесения генерала Стесселя 19 декабря 1904 года:
...Большая часть восточного фронта в руках японцев. На новой позиции долго не продержимся, а затем должны будем капитулировать, но все в руках Бога. У нас большие потери. Два командира полков Гандурин и Семенов ранены, герой Гандурин очень тяжело, а командир 3-го укрепления штабс-капитан Середов погиб при взрыве. Великий Государь, Ты прости нас, сделали мы все, что было в силах человеческих, суди нас, но суди милостиво, почти 11 месяцев беспрерывной борьбы истощили наши силы. Лишь одна четверть защитников, из которых половина больных, занимает 27 верст крепости без помощи, даже без смены для малого хотя-бы отдыха. Люди стали тенями.
Порт-Артур мог ещё держаться, так как его гарнизон, насчитывающий 24 тысячи боеспособных солдат и матросов, проявлял невиданную стойкость и решимость защищаться. В крепости имелось ещё достаточное количество вооружения и боеприпасов (610 исправных орудий и более 200 тыс. снарядов к ним), на месяц оставалось запасов продовольствия. Несмотря на протест Военного совета, вечером 20 декабря акт о капитуляции был подписан Стесселем и Фоком. Согласно этому акту, весь гарнизон крепости попадал в плен. Форты, укрепления, корабли, оружие и боеприпасы должны были оставаться нетронутыми и подлежали сдаче японцам. При сдаче крепости Стессель был освобождён японской стороной и вернулся в Россию . При этом он добился, чтобы ему предоставили целый железнодорожный состав для вывоза семьи и собственного имущества.
Когда капитан крейсера «Цунода» посещал Стесселя в Порт-Артуре, генерал сказал, что число пленных после капитуляции составит примерно 8 тысяч, самое большее 10 тысяч. На четвёртый день (8 января 1905 года) реальное число военнопленных в пять раз превышало число, названное русским генералом. Услышав, что оно превышает 43 000 человек (исключая давших клятву больше не воевать и отпущенных на свободу), он был изумлён.
Николай II, узнав о сдаче Порт-Артура, записал: «Потрясающее известие от Стесселя о сдаче Порт-Артура японцам, ввиду громадных потерь и болезненности среди гарнизона и полного израсходования снарядов. Тяжело и больно, хотя оно и предвиделось, ...  На то, значит, воля божья».

## Следствие о сдаче крепости

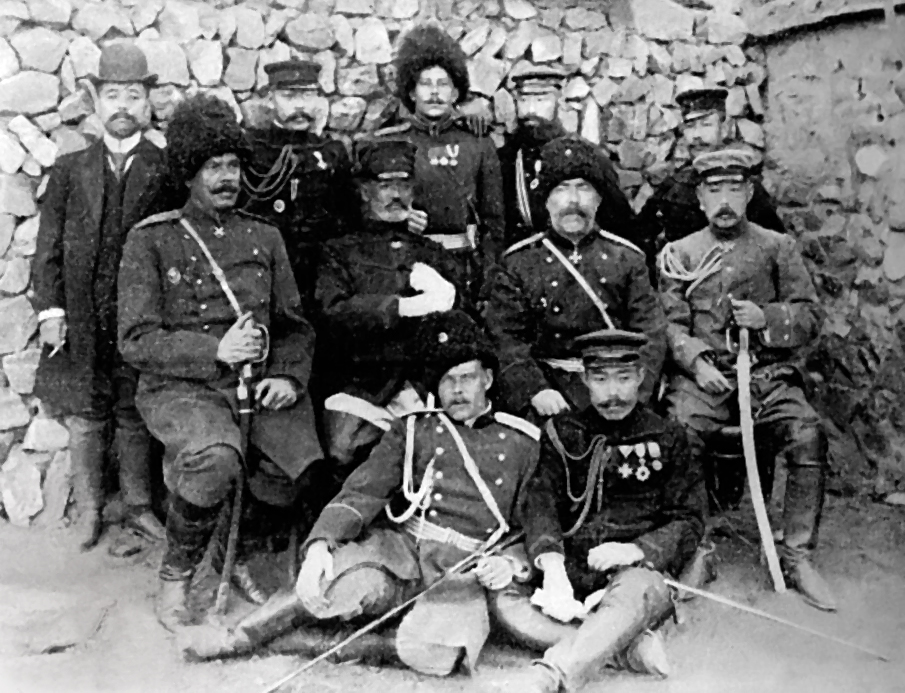
После сдачи Порт-Артура (в центре)

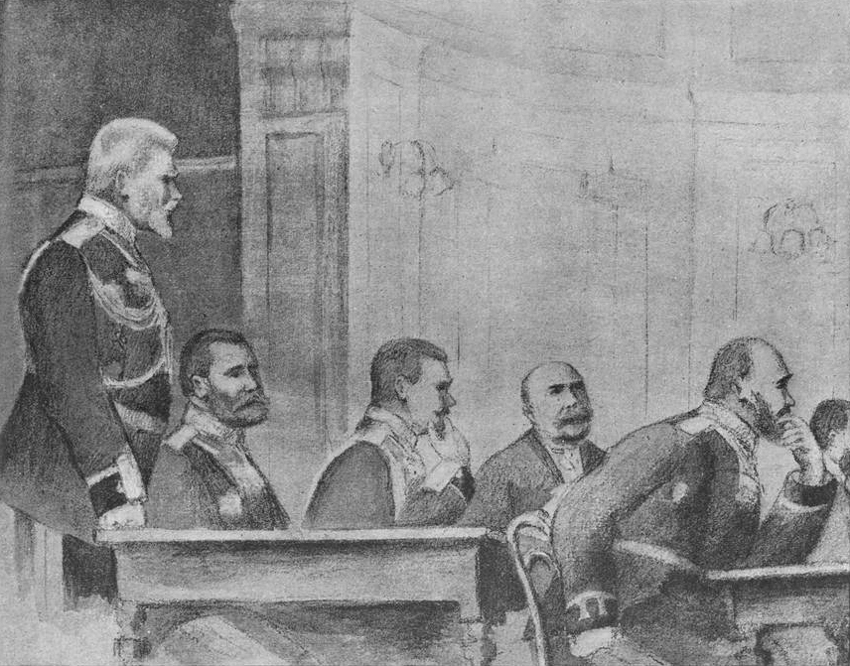
Заседание Верховного военно-уголовного суда по делу о сдаче японцам крепости Порт-Артур

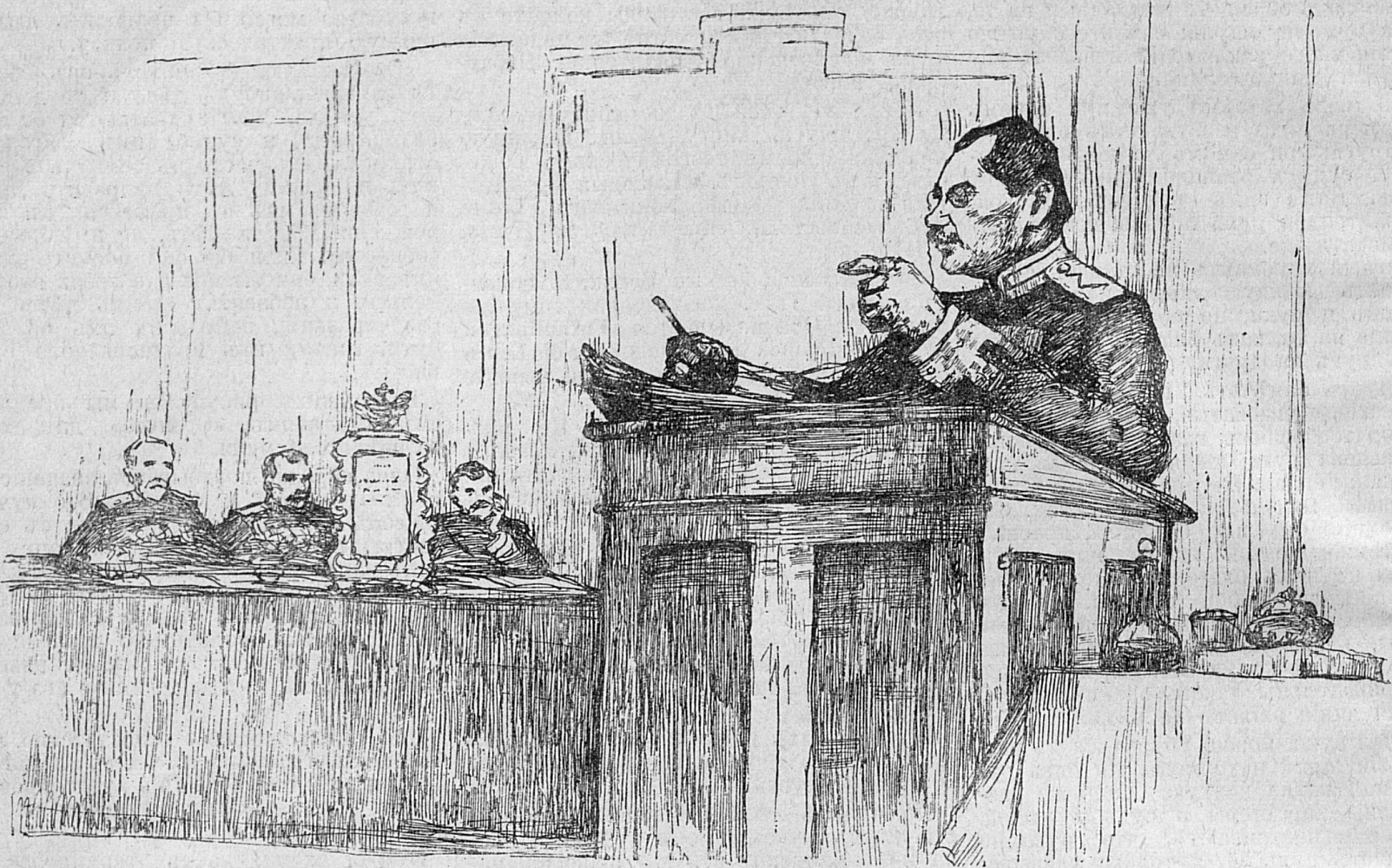
Заседание военного суда 22 января 1908 года. Обвинительная речь военного прокурора. Рис. Е. С. Зарудной

Высочайшим приказом 30 сентября 1906 года уволен со службы. За сдачу крепости отдан под суд.
По итогам следствия было сформулировано обвинение:
- в неподчинении приказам верховного командования (о передаче командования и отбытии в Маньчжурскую армию)
- во вмешательстве в права и обязанности коменданта крепости
- в непринятии мер по увеличению продовольственных запасов в крепости
- в ложных донесениях командованию о своём личном успешном участии в боях
- в ложном донесении императору с объяснениями причины сдачи крепости, хотя на военном совете от 16 декабря 1904 года факты, изложенные в донесении, были неоднократно опровергнуты
- в заведомо ложных и несправедливых награждениях орденами Святого Георгия генералов Фока, Надеина и Рейса.
- в сознательной сдаче крепости на невыгодных и унизительных для России условиях вопреки мнению военного совета, не исчерпав всех доступных средств к обороне, а также сдаче укрепленных сооружений, ослабляющих оборону крепости
- в том, что, сдав крепость врагу, Стессель не разделил участь гарнизона и не пошёл с ним в плен.

Следственная комиссия, разбиравшая порт-артурское дело, нашла в действиях Стесселя признаки целого ряда преступлений, и обвинение состояло из множества пунктов. Однако на суде оно почти полностью развалилось, сократившись до трёх тезисов:
1) сдал крепость японским войскам, не употребив всех средств к дальнейшей обороне;
2) бездействие власти;
3) маловажное нарушение служебных обязанностей.
Под «бездействием власти» подразумевалось следующее: в Порт-Артуре генерал-лейтенант А. В. Фок в насмешливом тоне критиковал действия неподчинённых ему лиц, а Стессель этого не пресёк. За это «бездействие власти» Стесселю потом дали месяц гауптвахты.
Третий пункт был назван маловажным самим же судом.
Остался лишь один пункт (первый), причём (см. формулировку) — в нём нет ничего про трусость, бездарность, некомпетентность или предательство.
Более того в приговоре Верховного военно-уголовного суда по делу о сдаче крепости Порт-Артур признано, что крепость «выдержала под руководством генерал-лейтенанта Стесселя небывалую по упорству в летописях военной истории оборону».
Когда Стессель был амнистирован Николаем II, целый ряд бывших защитников Порт-Артура приветствовали это решение. Об этом свидетельствует, например, телеграмма участника обороны Порт-Артура штабс-капитана Длусского в адрес Стесселя: «От души поздравляю с освобождением своего любимого боевого начальника». А вот что пишет другой артурец, командир судна «Силач» Балк: «Вспоминая боевое время, сердечно поздравляю Вас с милостью государя императора». . 
7 февраля 1908 года Верховным военно-уголовным судом приговорён к расстрелу. 5 марта 1908 года Высочайшим повелением приговор заменён на 10-летнее заключение в крепости с исключением из службы, с последствиями, предусмотренными статьёй 38 Воинского устава о наказаниях (лишение чинов, орденов и знаков отличия, а также преимуществ, приобретённых службой).
Отбыв чуть больше года в заключении, в мае 1909 года помилован Николаем II с сохранением всех прав состояния, званий и привилегий . Поскольку было запрещено проживать в городах, поселился в имении близ заштатного города Хмельника Подольской губернии.
Умер в январе 1915 года. Похоронен в городе Хмельник (ныне Винницкой области Украины).

## В искусстве
- Во Франции, ещё до сдачи Порт-Артура и суда, была частным образом выпущена серия медалей «Защитникам Порт-Артура», на которой отчеканили: «Франция – генералу Стесселю и его храбрым солдатам» (фр. LА FRANCE AU GENERAL STOESSEL ET A SES HEROIQUES SOLDATS). Разрешение на раздачу медалей, после доставки их в Россию, было дано 1 декабря 1910 г. Раздавались они без права ношения «вследствие того, что медали эти представляют собой знак отличия, пожалованный не правительственной властью, а частным учреждением, а кроме того, это является нежелательным еще и ввиду надписи, сделанной на медали, с упоминанием имени генерала Стесселя»[15].
- В России Пуришкевич написал на приговор эпиграмму[16]:

Я слышал — Стессель Анатоль

Посажен за измену в крепость.

Какая, говорю, нелепость:

Он сдаст и эту, ma parole!
- В СССР был снят фильм-спектакль 1964 года «Порт-Артур» по пьесе И. Попова и Александра Степанова в постановке Малого театра. В роли генерала — Виктор Шарлахов.

## Семья
Жена — Вера Алексеевна Стессель (Селезнева). В период обороны Порт-Артура руководила местным госпиталем.
Сын — Александр (23 июля 1876 — 1 июня 1933, Париж) — полковник. Окончил 1-й Московский кадетский корпус (1894) и 3-е военное Александровское училище (1896). Награждён орденом Св. Георгия 4-й степени (26 ноября 1916), Георгиевским оружием (4 марта 1917). В Гражданскую войну — на Юге России. Комендант Одессы (декабрь 1919 — январь 1920). В 1921 году эмигрировал во Францию. Был женат на Раисе Васильевне, дочери генерала В. Ф. Белого.

## Награды
Российские:
- Орден Святого Станислава 3-й степени (1869)
- Орден Святой Анны 3-й степени (1873)
- Орден Святого Станислава 2-й степени с мечами (1877)
- Орден Святой Анны 2-й степени (1882)
- Орден Святого Владимира 4-й степени (1889)
- Орден Святого Владимира 3-й степени (1893)
- Орден Святого Георгия 4-й степени (8 июля 1900)
- Орден Святого Станислава 1-й степени с мечами (28 октября 1900)
- Орден Святой Анны 1-й степени (28 марта 1904)
- Орден Святого Георгия 3-й степени (14 августа 1904)
- Медаль «В память русско-турецкой войны 1877—1878»
- Медаль «В память коронации императора Александра III»
- Медаль «В память царствования императора Александра III»
- Медаль «В память коронации Императора Николая II»
- Медаль «За труды по первой всеобщей переписи населения»
- Медаль «За поход в Китай» (1901)

Иностранные:
- Болгарский орден «За храбрость» 4-й степени
- Прусский орден Красного орла 2-й степени с мечами
- Японский орден Восходящего солнца 2-й степени
- Прусский орден Pour le Mérite (10.01.1905)
- Турецкий орден Османие с брилиантами (1905)

5 марта 1908 года исключён из службы, с лишением чинов и орденов.